# Hoëne (Sarthe)
Die Hoëne ist ein Bach im mittleren Westen von Frankreich, der im Département Orne der Region Normandie nordöstlich der Stadt Alençon verläuft.

## Geografie

### Verlauf
Die Hoëne entspringt unter dem Namen Ruisseau de Romigny im nordöstlichen Gemeindegebiet von Sainte-Céronne-lès-Mortagne, entwässert generell Richtung Südwest – im Oberlauf durch den Regionalen Naturpark Perche – und mündet nach rund 13 Kilometern im Gemeindegebiet von La Mesnière als linker Zufluss in die Sarthe.

### Orte am Fluss
(Reihenfolge in Fließrichtung)
- La Galipinière, Gemeinde Soligny-la-Trappe
- More, Gemeinde Sainte-Céronne-lès-Mortagne
- Les Mares, Gemeinde Tourouvre au Perche
- Sainte-Céronne-lès-Mortagne
- Pont Percé, Gemeinde Saint-Hilaire-le-Châtel
- Bazoches-sur-Hoëne
- Le Moulin de Longpont, Gemeinde La Mesnière